# Rouessé-Vassé
Rouessé-Vassé is een gemeente in het Franse departement Sarthe (regio Pays de la Loire). De plaats maakt deel uit van het arrondissement Mamers. Rouessé-Vassé telde op 1 januari 2022 791 inwoners.

## Geografie
De oppervlakte van Rouessé-Vassé bedroeg op 1 januari 2022 31,49 vierkante kilometer; de bevolkingsdichtheid was toen 25,1 inwoners per km².

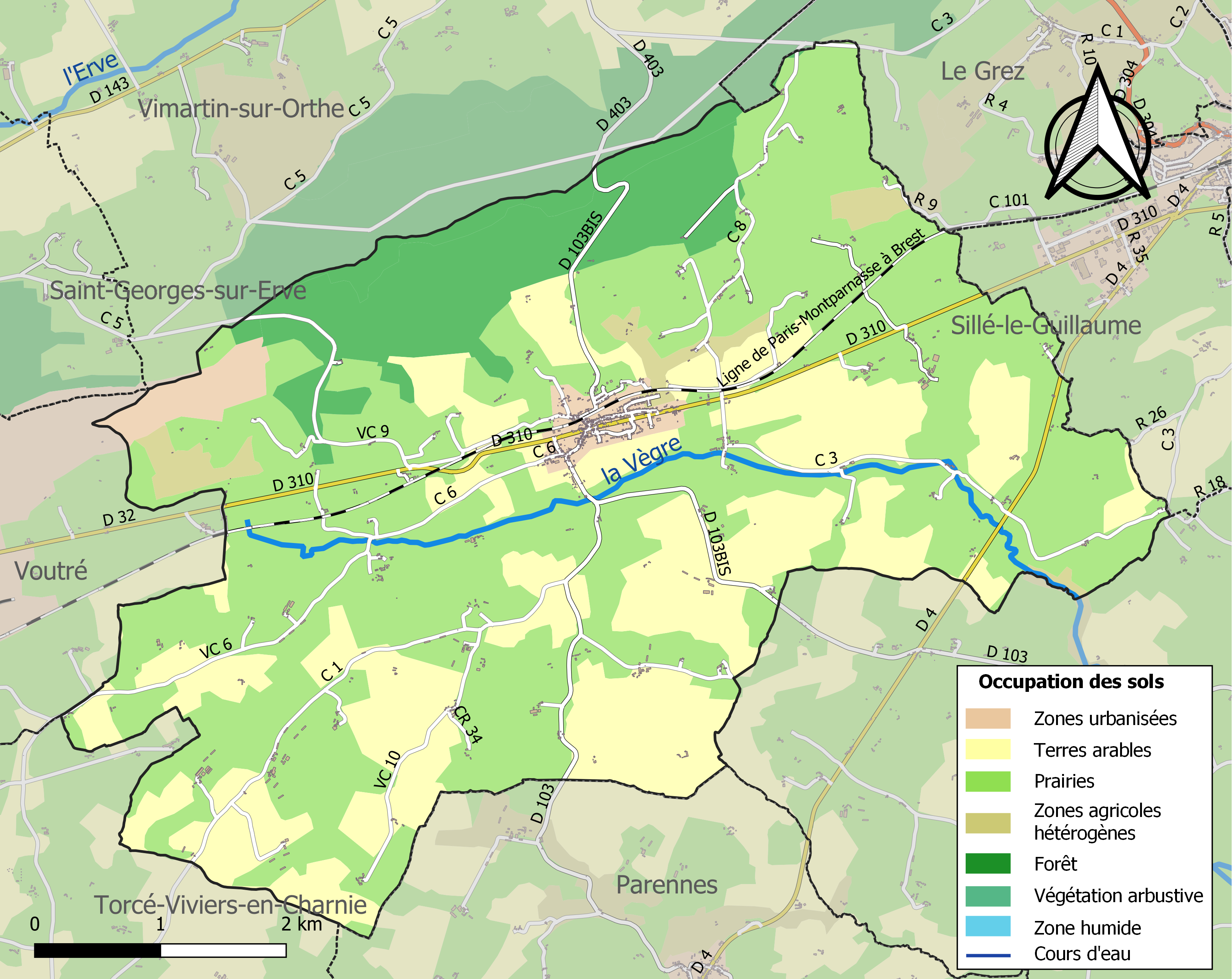
Kaart van de gemeente met de belangrijkste infrastructuur, bodemgebruik en omliggende gemeenten

## Verkeer en vervoer
In de gemeente ligt spoorwegstation Rouessé-Vassé.

## Demografie
Onderstaande figuur toont het verloop van het inwonertal (bron: INSEE-tellingen).